# Isso
Isso est une commune italienne de la province de Bergame en Lombardie.

## Administration
| Période                                  | Période  | Identité          | Étiquette | Qualité |
| ---------------------------------------- | -------- | ----------------- | --------- | ------- |
| 14 juin 2004                             | En cours | Gianpietro Boieri |           |         |
| Les données manquantes sont à compléter. |          |                   |           |         |

### Communes limitrophes
Barbata, Camisano, Castel Gabbiano, Covo, Fara Olivana con Sola